# Yoav Hofmayster
Yoav Hofmayster (in ebraico יואב הופמייסטר‎?; 25 dicembre 2000) è un calciatore israeliano, centrocampista del Korona Kielce.

## Carriera
Ha giocato nella massima serie israeliana.

## Statistiche

### Presenze e reti nei club
Statistiche aggiornate al 26 maggio 2021.
| Stagione        | Squadra                 | Campionato      | Campionato | Campionato | Coppe nazionali | Coppe nazionali | Coppe nazionali | Coppe continentali | Coppe continentali | Coppe continentali | Altre coppe | Altre coppe | Altre coppe | Totale | Totale |
| Stagione        | Squadra                 | Comp            | Pres       | Reti       | Comp            | Pres            | Reti            | Comp               | Pres               | Reti               | Comp        | Pres        | Reti        | Pres   | Reti   |
| --------------- | ----------------------- | --------------- | ---------- | ---------- | --------------- | --------------- | --------------- | ------------------ | ------------------ | ------------------ | ----------- | ----------- | ----------- | ------ | ------ |
| 2019-gen. 2020  | Beitar Tel Aviv Bat Yam | LL              | 1          | 0          |                 | -               | -               |                    | -                  | -                  |             | -           | -           | 1      | 0      |
| gen.-lug. 2020  | Hapoel R. HaSharon      | LL              | 16         | 0          |                 | -               | -               |                    | -                  | -                  |             | -           | -           | 16     | 0      |
| 2020-2021       | Ironi K. Shmona         | LH              | 29         | 0          | CI+CdL          | 1+3             | 0               |                    | -                  | -                  |             | -           | -           | 33     | 0      |
| Totale carriera | Totale carriera         | Totale carriera | 46         | 0          |                 | 4               | 0               |                    | -                  | -                  |             | -           | -           | 50     | 0      |